# Света Екатерина Александрийска (Рафаело)
Света Екатерина Александрийска е картина на италианския художник от Възраждането Рафаело. На нея е изобразена християнската светица от IV век Екатерина. Изобразена е като се подпира на колело като символ на причината за нейната смърт. Предполага се че картината е създадена около 1507 г. преди отпътуването на Рафаело от Флоренция за Рим..

## виж още
разпъване на колело